# Shaukat Aziz

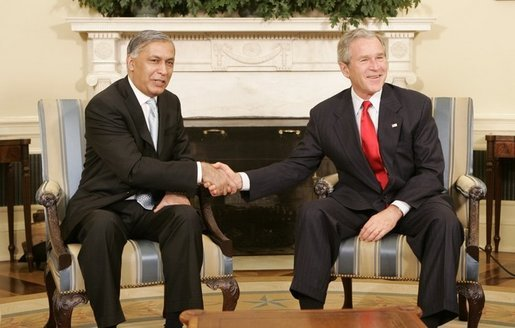
Shaukat Aziz (z lewej) z prezydentem USA George’em W. Bushem

Shaukat Aziz (urdu شوکت عزیز; ur. 6 marca 1949 w Karaczi) – polityk pakistański, premier Pakistanu od 28 sierpnia 2004 do 16 listopada 2007.
Shaukat Aziz zajmuje także stanowisko ministra finansów, nieprzerwanie od 12 października 1999.
Skończył szkołę św. Patryka w Karaczi i szkołę publiczną w Abbottabad.